# パラウ・レイアル・マジョール

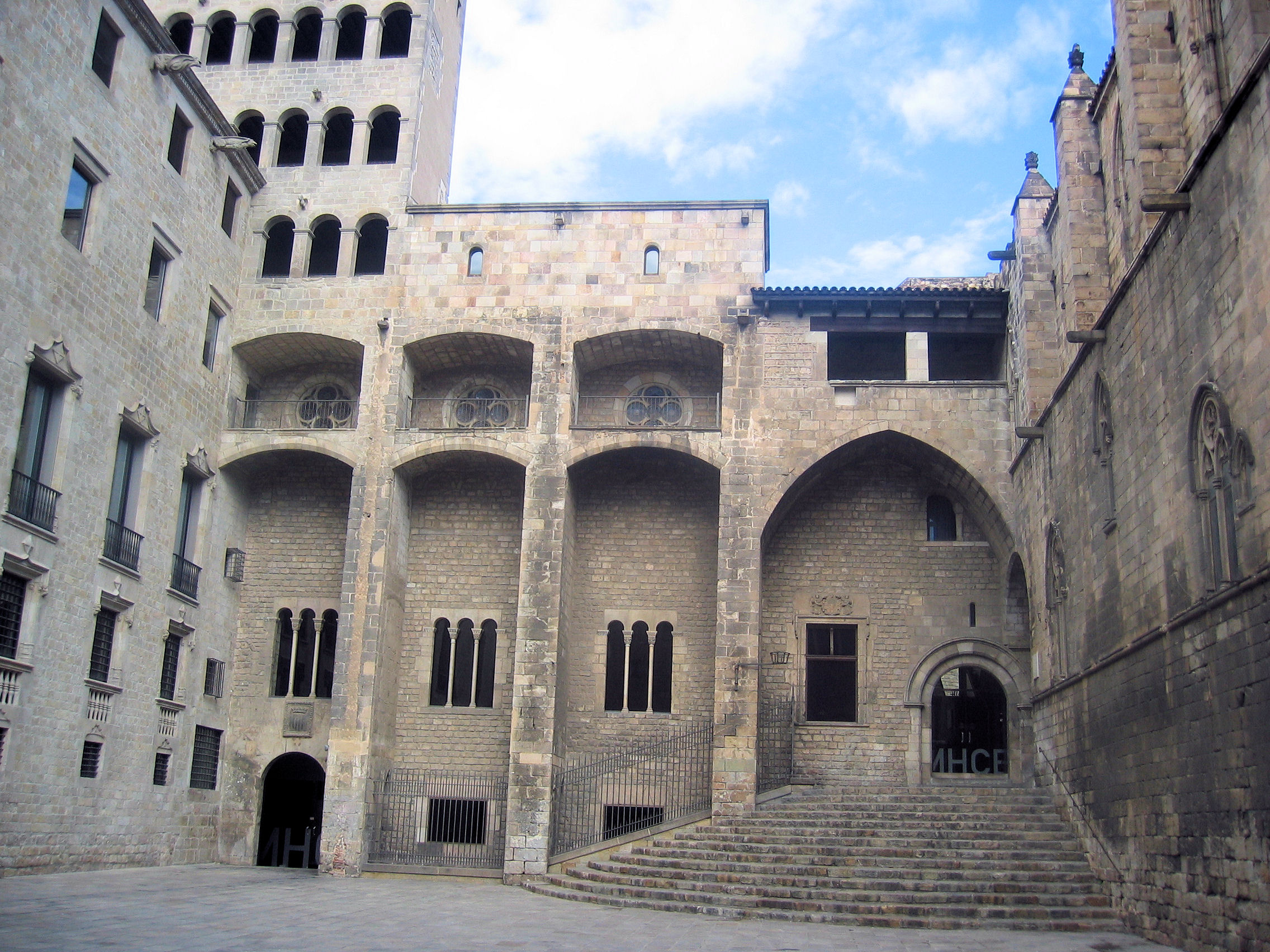
ファサード

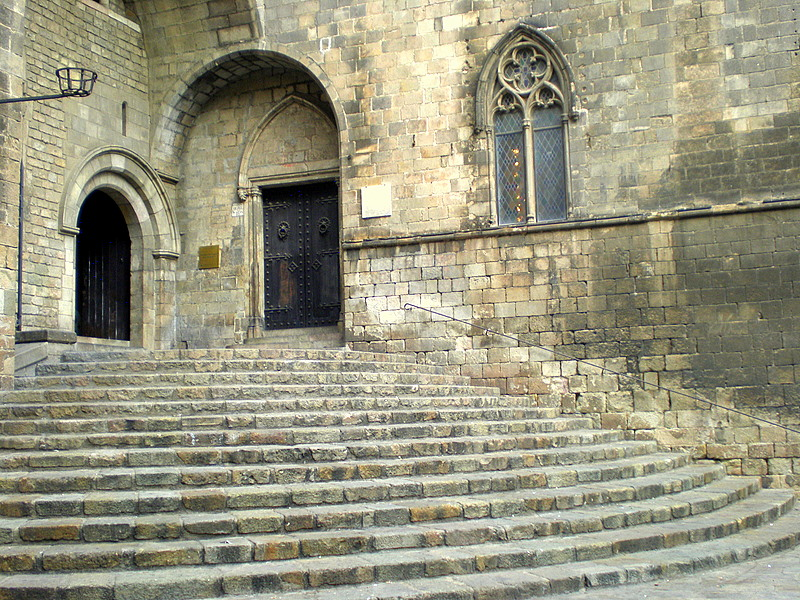
王宮の階段。左がティネイの間、右がサンタ・アガタ礼拝堂の扉

パラウ・レイアル・マジョール （カタルーニャ語:Palau Reial Major）は、スペイン、バルセロナ、ゴシック地区にあるかつての王宮。バルセロナ伯、カタルーニャ＝アラゴン連合王国時代に王の住居として使われた。4つの部分に分けられる。
- ティネイの間（El Saló del Tinell） - バルセロナ伯ペラ3世時代の1359年から1362年にかけ建設
- サンタ・アガタ礼拝堂（La capella palatina de Santa Àgata） - 1302年、バルセロナ伯ジャウマ2世と王妃ブランカ・ダンジョウが建立。ゴシック様式。内部にはポルトガル王子ペドロの祭壇画がある。
- リョクティネン宮（El Palau del Lloctinent） - 1549年、神聖ローマ皇帝にしてバルセロナ伯であったカール5世がアントニオ・カルボネルに命じて建設させた。1994年までアラゴン王国公文書館が置かれていた。
- ベルジェー（El Verger、宮廷に付属した庭） - ティネイの間につながる庭とその周辺の建物。かつてここで異端審問所が開かた。現在はフレデリク・マレー美術館となっている。

パラウ・レイアル・マジョールの名は、1116年に初めて現れる。この名称はかつてミケル広場にあり1847年に壊されたパラウ・レイアル・メノール（Palau Reial Menor）と対比するものである。

## 歴史
11世紀半ば、宮殿はすぐ隣にある、ロマネスク様式のサンタ・エウラリア大聖堂から拡張されており、外階段に広がるサン・イウ広場では、当時まだ庁舎を持っていなかったクンセイ・ダ・サン（百人委員会。バルセロナ市議会の前身）がここで会合を開いていた。1228年12月20日、バルセロナ伯ジャウマ1世はパラウ・レイアル・マジョールで身分制議会を召集し、マヨルカ王国遠征の支援を要請した。
1461年から1472年にかけ、ビアナ公カルロスと彼の父親であるフアン2世が礼拝堂を使用していた。
新大陸発見から帰国したクリストファー・コロンブスをカトリック両王が出迎えたのが、バルセロナのパラウ・レイアル・マジョルであったといわれている。
スペイン継承戦争でブルボン家が勝利し、カタルーニャの政治的地位が奪われると、王家の行政上の役割をパラウ・レイアル・マジョールは失い、1718年にフェリペ5世は建物を、要塞建設でリベラ地区を立ち退いたクララ会の修道女たちに与えた。